# Борго Венузио (Матера)
Борго Венузио (итал. Borgo Venusio) је насеље у Италији у округу Матера, региону Базиликата.
Према процени из 2011. у насељу је живело 389 становника. Насеље се налази на надморској висини од 335 м.